# Verlincthun
Verlincthun ist eine französische Gemeinde mit 514 Einwohnern (Stand: 1. Januar 2022) im Département Pas-de-Calais in der Region Hauts-de-France (vor 2016 Nord-Pas-de-Calais). Sie gehört zum Arrondissement  Boulogne-sur-Mer und zum Kanton Desvres (bis 2015 Kanton Samer). 

## Geographie
Verlincthun liegt etwa elf Kilometer südsüdöstlich von Boulogne-sur-Mer. Die Gemeinde gehört zum Regionalen Naturpark Caps et Marais d’Opale.
Umgeben wird Verlincthun von den Nachbargemeinden Condette im Norden und Nordwesten, Hesdigneul-lès-Boulogne im Norden, Carly im Norden und Nordosten, Samer im Osten, Tingry im Osten und Südosten, Halinghen im Süden sowie Nesles im Westen und Südwesten.

## Bevölkerungsentwicklung
| Jahr                      | 1962 | 1968 | 1975 | 1982 | 1990 | 1999 | 2006 | 2013 |
| Einwohner                 | 266  | 278  | 245  | 263  | 298  | 311  | 354  | 407  |
| Quelle: Cassini und INSEE |      |      |      |      |      |      |      |      |

## Sehenswürdigkeiten

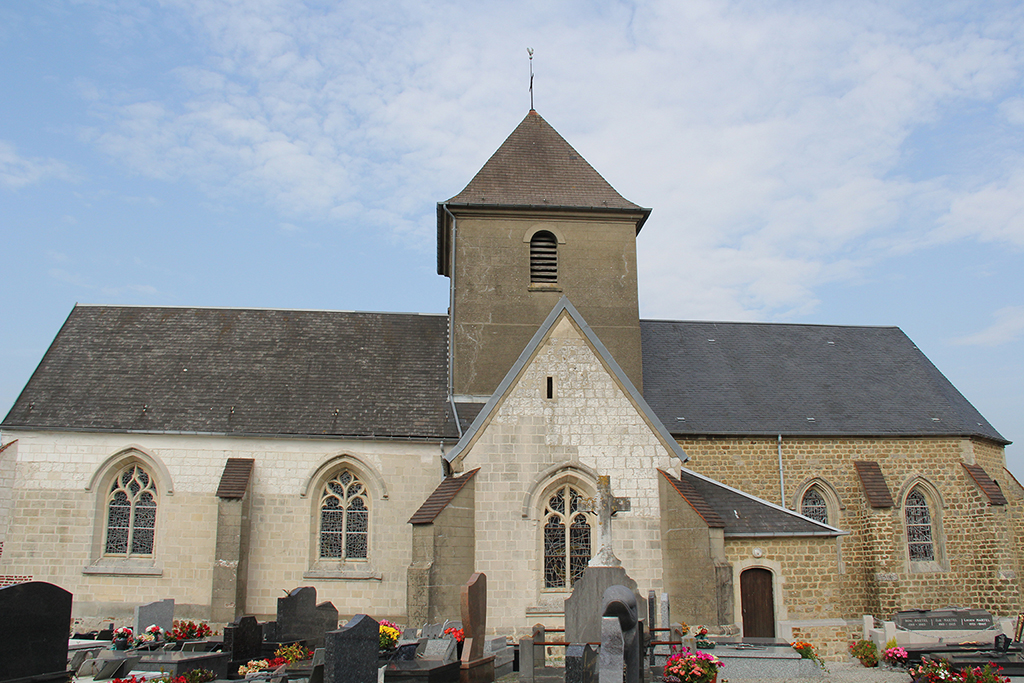
Kirche Saint-Wulmer

- Kirche Saint-Wulmer aus dem 16. Jahrhundert
- Reste einer Burg